# Гиюр

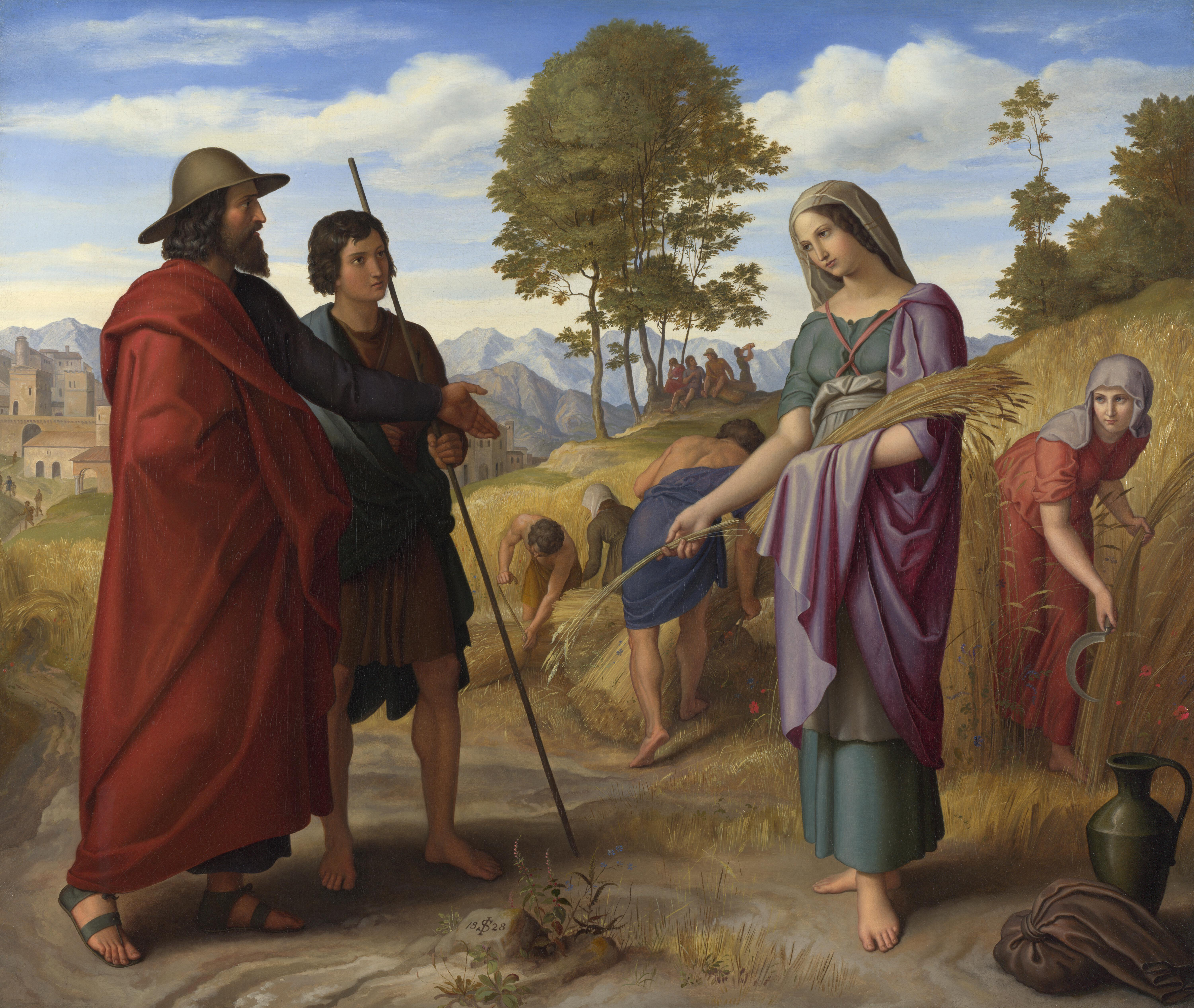
Четвёртая женщина (после Асенефы, Сепфоры и Рахав), прошедшая гиюр — Руфь Моавитянка

Гию́р (от иуд.-арам. גִּיּוּר‎) — обращение нееврея в иудаизм, а также связанный с этим обряд.

## Этимология
Гер (м. р. евр. яз. גֵר‎ — «пришлец») — слово библейского еврейского языка, встречающееся в Торе. Гиёрет (ж. р. גִיוֹרֶת‎ — «прозелитка») — слово из Мишны.

## История
Первыми примерами обращения неевреев в иудаизм можно считать Иофора (ивр. יִתְרוֹ‎) — тестя Моисея, и Руфь. В Талмуде и более поздних кодексах была формализована процедура прозелитизма. Кандидат обязан принять на себя бремя всех 613 заповедей Торы перед судом из трёх судей. Если кандидат — мужчина, ему делают обрезание, после выздоровления — твила (окунание) в микве завершает процедуру. Женщину только окунают в микве. В древние времена, согласно Торе, кандидат также приносил жертву, и раввинский суд окроплял прозелита кровью жертвы. Если кандидат уже обрезан, производят заменяющий ритуал — извлечение капли крови путём укалывания.
1. Обрезание[4][5].
2. Окунание[6][7].
3. Окропление кровью жертвоприношения[8].

## Геры
Гер и гиёрет — люди, которые не являются этническими евреями или чья мать не является еврейкой, прошедшие иудейский обряд прозелитизма гию́р. Дети обращённой женщины, зачатые до гиюра, но рождённые после, также являются ге́рами. Её дети мужского пола, зачатые после гиюра, являются евреями по рождению, девочки являются еврейками по рождению, за исключением права выйти замуж за коэна, в том случае, если их отец — не еврей по рождению. Иудаизм не приветствует обращение только ради брака. Сомнительный гиюр может быть признан недействительным даже спустя длительное время, что, согласно иудаизму, негативно сказывается на судьбе детей, рождённых в таком браке.
В Израиле существуют учебные заведения «Ульпаней гиюр», готовящие к гиюру с обучением на разных языках на русском, например, этим занимается организация «Маханаим».

## Особые случаи
Иногда возникает сомнения в еврействе, как прозелита, так и урожденного еврея. В таких случаях можно сделать облегчённую процедуру "прозелитизм для разрешения сомнения" (ивр. גיור לחומרה‎), при этом основные элементы делаются без обычных благословений, судебная процедура тоже облегчается. Иногда это рекомендовалось для целых общин, как выходцев из Эфиопии.
От евреев, которые перешли в другую религию, но хотят вернуться назад, гиюр не требуется, вместо этого достаточно заявления в суде (ивр. השבת יהדות‎). Совсем ничего не требуется для еврея, который ранее был нерелигиозен, но хочет начать еврейский религиозный образ жизни, такой человек просто начинает соблюдать традиционные заповеди Торы (ивр. חזרה בתשובה‎, одно из значений слова Тшува).